# Fonte de Angeão e Covão do Lobo
Fonte de Angeão e Covão do Lobo est une paroisse civile portugaise (en portugais : freguesia) de la municipalité de Vagos dans le district d'Aveiro. Elle est créée en 2013, par fusion des paroisses de Fonte de Angeão et Covão do Lobo.

## Géographie
Fonte de Angeão e Covão do Lobo se trouve au sud de la municipalité de Vagos, aux limites sud-ouest du district et de la région d'Aveiro. La paroisse est limitrophe des municipalités de Mira (à l'ouest) et Cantanhede (au sud et à l'est), situées dans le district et la région de Coimbra.

## Histoire
La paroisse est créée par la loi no 11-A/2013 du 28 janvier 2013 portant réorganisation administrative du territoire des freguesias, en fusionnant les paroisses de Fonte de Angeão et Covão do Lobo. Son nom officiel est União das Freguesias de Fonte de Angeão e Covão do Lobo et son siège est fixé à Fonte de Angeão.

## Démographie
Lors du recensement de 2021, Fonte de Angeão e Covão do Lobo compte 2 016 habitants.